# Felix van Denemarken
Felix Henrik Valdemar Christian (Kopenhagen, 22 juli 2002) is Graaf van Monpezat en is de tweede zoon van prins Joachim (de jongste zoon van koningin Margrethe II van Denemarken) en Alexandra Christina, gravin van Frederiksborg. Felix werd geboren in het Rigshospitalet.
Felix werd geboren als prins van Denemarken. Op 28 september 2022 kondigde zijn grootmoeder, koningin Margrethe II aan dat alle vier de kinderen van prins Joachim per 1 januari 2023 hun prinselijke titel verloren. Alle vier de kinderen verloren per die dag ook hun lidmaatschap van het Deense Koninklijk Huis.
In mei 2025 kende koning Frederik Felix en zijn broer Nikolai het grootkruis van de Orde van de Dannebrog toe.